# Marcel Gaillard
Ne doit pas être confondu avec Marcel-Gaillard.
Marcel Gaillard est un footballeur français né le 17 novembre 1923 à Nanterre et mort le 2 janvier 2007 à Valenciennes. Il a été défenseur (arrière gauche) à l'US Valenciennes-Anzin.

## Carrière de joueur
- avant 1946 : US Nanterre
- 1946-1948 : RC Strasbourg
- 1948-1950 : OGC Nice
- 1950-1957 : US Valenciennes-Anzin

## Palmarès
- International amateur
- Finaliste de la Coupe de France 1951 (avec l'US Valenciennes-Anzin)

## Source
- Les Cahiers de l'Équipe 1957, page 129.